# Sheinwoodium
| ❮ | System    | Serie      | Stufe        | ≈ Alter (mya) |
| ❮ | später    | später     | später       | jünger        |
| - | --------- | ---------- | ------------ | ------------- |
| ❮ | S i l u r | Pridoli    | Pridolium    | 419,2 ⬍ 423   |
| ❮ | S i l u r | Ludlow     | Ludfordium   | 423 ⬍ 425,6   |
| ❮ | S i l u r | Ludlow     | Gorstium     | 425,6 ⬍ 427,4 |
| ❮ | S i l u r | Wenlock    | Homerium     | 427,4 ⬍ 430,5 |
| ❮ | S i l u r | Wenlock    | Sheinwoodium | 430,5 ⬍ 433,4 |
| ❮ | S i l u r | Llandovery | Telychium    | 433,4 ⬍ 438,5 |
| ❮ | S i l u r | Llandovery | Aeronium     | 438,5 ⬍ 440,8 |
| ❮ | S i l u r | Llandovery | Rhuddanium   | 440,8 ⬍ 443,4 |
| ❮ | früher    | früher     | früher       | älter         |

Das Sheinwoodium ist in der Erdgeschichte die untere chronostratigraphische Stufe der Wenlock-Serie des Silur. Die Stufe kann geochronologisch in den Zeitabschnitt von etwa 433,4 bis etwa 430,5 Millionen Jahren datiert werden. Die Stufe folgt auf das Telychium, darüber folgt das Homerium.

## Namensgebung und Geschichte
Das Sheinwoodium ist nach der Farm Sheinwood nördlich von Much Wenlock, Shropshire (England) benannt. Eine Gruppe englischer Geologen (Michael G. Bassett et al.) schlug den Namen im Jahre 1975 vor.

## Definition und GSSP
Die Basis ist bisher nur ungenau bestimmt. Sie liegt zwischen der Basis der Acritarchen-Biozone 5 und dem Aussterben der Conodonten-Art Pterospathodus amorphognathoides. Die Grenze liegt wahrscheinlich auch nahe der Basis der Cyrtograptus centrifugus-Graptolithen-Zone. Das Ende der Stufe ist durch das Erstauftreten der Graptolithen-Art Cyrtograptus lundgreni definiert. Das offizielle Referenzprofil (GSSP = Global Stratotype Section and Point) für das Sheinwoodium liegt im Bach Hughely, 200 m südöstlich der wenigen Häuser von Leasows und 500 m nordöstlich der Kirche von Hughely, Apedale (Shropshire, England).